# Francisco de la Huerta
Francisco Nicolás de l'Huerta Romanos (Borja (Camp de Borja), vers el 2 de desembre, 1733 – Pamplona (Navarra), 8 de març, 1814), va ser un compositor i mestre de capella espanyol. El nom també es troba com Francisco Javier, encara que el la partida de baptisme només apareixen els noms de Francisco Nicolás; el cognoms de vegades també es transcriu com Lahuerta.

## Biografia
Huerta va rebre la seva educació musical entre 1743 i 1755 com a infant i mosso de cor a Santa Maria de la Vega de Tarassona. Posteriorment va romandre a la Catedral entre 1755 i 1761 com a instrumentalista de violí i baixó. Se sap que en aquesta època ja componia, ja que es tenen notícies que l'organista de Tarazona, Juan Francisco de Sayas, es va negar a interpretar unes cançons de Nadal compostes per Huerta. El 1758 va partir cap a Saragossa, on probablement va estudiar per sis mesos composició amb Francisco García Fajer, El Españoleto, que acabava d'arribar d'Itàlia. El 1759 va tornar a Tarazona, on va romandre com a baixó i violí a la capella musical de la Catedral.
El 1761 va guanyar per examen el càrrec de baixó i segon violí a la Catedral d'Àvila. A més del seu treball a la capella catedralícia, va ser mestre de capella del monestir de les monges de Santa Anna entre 1767 i 1778. El 12 de febrer de 1773, per malaltia del mestre Joan Oliac i Serra, a més se li van transferir les responsabilitats del mestre a l'Escola de Música a Huerta. A Àvila també es va ordenar sacerdot.
Durant la seva estada a Àvila va tractar de millorar la seva situació, presentant-se a places vacants en catedrals en diverses ocasions: el 1767 a Zamora, el 1768 a Palència, el 1769 a Màlaga, el 1770 a Lleó, el 1771 a Calahorra, el 1775 a Granada i el 1778 a Plasència. El 1778 finalment, adduint que tocar el baixó li perjudicava el pit, va abandonar Àvila per prendre un càrrec de mestre de capella a Santo Domingo de la Calzada. Va romandre a Santo Domingo de la Calçada només cinc mesos, per passar al magisteri a la Col·legiata d'Alfaro entre 1778 i 1780. Estant a Alfaro va morir el mestre Oliac d'Àvila i Huerta es va presentar per ocupar la vacant sense èxit.
El 1780 es va presentar a les oposicions per al magisteri de la Catedral de Pamplona, aconseguint la plaça de mestre de capella en un examen no exempt de polèmica. El càrrec havia quedat vacant després del retir per edat del mestre Juan Antonio Múgica, per qual cosa que es van organitzar unes oposicions, però a les quals només van accedir aquells que havien aprovat un examen previ. L'examen previ només va ser aprovat per Huerta i Joan Prenafeta, en aquell moment tenor a la Catedral de Lleida. A les oposicions, Prenafeta va quedar per davant d'Huerta, però el Cabildo va optar per Huerta. La qüestió és que un dels jutges, Josep Ferrer, havia estat mestre de Prenafeta i va haver de retirar-se per conflicte d'interessos, quedant com a jutge només Diego Pérez del Camino, mestre de capella de Calahorra.
La seva etapa pamplonesa va ser molt productiva quant a composicions, malgrat els nombrosos conflictes que va tenir amb el Cabildo i diversos membres de la capella de música. Sobre se li retreia les seves faltes pel que fa a l'educació dels infants, de manera que el 1785 va ser reprès pels maltractaments donats a un dels nens; entre 1791 i 1794 es va encarregar de l'educació Ignacio de Miguel i Doz i entre 1807 i 1809 es va encarregar Prieto. Amb els músics sembla que l'enfrontament era perquè Huerta intentava introduir el seu nou estil compositiu, al qual els músics, sobretot els més antics, s'hi oposaven. El 1792 va presentar un memorial donant el seu punt de vist dels fets, ja que els músics l'havia acusat el 1790 de ser el causant de la decadència de la institució.
Durant la seva estada a Pamplona es va presentar a les oposicions per a diversos altres magisteris, Segòvia (1782), Burgos (1791-1792), València (1793) i Àvila (1793). A partir de 1808 la capella de música va passar a ser dirigida pel tenor Julián Prieto per malaltia del mestre Huerta. No obstant això, va mantenir el càrrec fins a la seva mort a Pamplona el 8 de març de 1814.

## Obra
S'han conservat més de 175 composicions d'Horta, majoritàriament conservades a la Catedral de Pamplona. Les composicions de joventut d'Huerta realitzades a Tarazona es conserven a la Catedral de Jaca. Altres llocs que conserven obres d'Huerta són l'església de Sant Miquel d'Alfaro (La Rioja), el monestir de l'Escorial, la Reial Col·legiata de Roncesvalls (Navarra) i les catedrals d'Àvila i Astorga (Lleó).